# Aiton (gmina)
Aiton (/Ajton/) – gmina w Rumunii, w okręgu Kluż. Obejmuje miejscowości Aiton i Rediu. W 2011 roku liczyła 1085 mieszkańców.